# Eric V di Danimarca
Eric V "Klipping" (1249 – 22 novembre 1286) fu Re di Danimarca dal 1259 al 1286.
Figlio di Cristoforo I, fino al 1264 governò sotto gli auspici della madre, la competente Regina Margherita Sambiria. In questo periodo fu per qualche tempo (1261-1262) prigioniero nell'Holstein, dopo una sconfitta militare, e in seguito venne portato per qualche anno nel Brandeburgo. Eric cercò di rafforzare il suo potere sulla chiesa e la nobiltà. Il suo conflitto con la prima portò ad un risultato soddisfacente, ma nel 1282 fu costretto dai secondi ad accettare un accordo (un "Håndfæstning" - una specie di Magna Carta danese) che ne limitava l'autorità. Negli anni 1270, Eric V attaccò lo Småland.
Una rivalità senza fine tra Eric e i suoi sostenitori da una parte, e i sodali dell'ex re Abele dall'altra, indusse la regina Margrethe a scrivere al Papa attorno al 1262 o 1263, chiedendogli di permettere che le donne potessero ereditare il trono danese, rendendo così possibile ad una delle sorelle di Eric di diventare regina regnante di Danimarca, in caso di morte del giovane re (che non aveva ancora figli). Il Papa apparentemente accettò, ma la cosa non divenne mai un problema, ad Eric successe il figlio, che venne chiamato Eric in onore dello zio, Eric IV.

## Assassinio

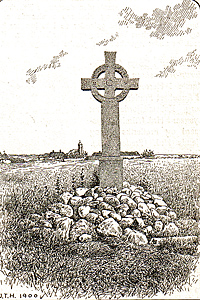
Monumento nel punto dove Eric V venne assassinato.

Eric V venne assassinato il 22 novembre del 1286, e diversi dei più potenti nobili della nazione, guidati da Stig Andersen Hvide, vennero messi fuori legge dalla corte danese. Che avessero o meno a che fare con l'assassinio, che si svolse in un piccolo villaggio nei pressi di Viborg, chiamato Finderup, è ancora argomento di discussione. La morte del re significò che essi persero quasi tutto il potere e l'influenza che lo statuto del 1282 aveva dato loro, poiché un nuovo re non sarebbe stato vincolato dallo stesso accordo. L'omicidio di Eric, che venne accoltellato nel sonno, è un mistero medioevale che non è mai stato risolto. Alcuni storici hanno cercato di indicare il Duca dello Jutland Meridionale, ma nessuna prova è stata trovata.
Il soprannome del re, "Klipping" o "Glipping", è stato discusso. Normalmente si è supposto che indicasse una moneta medioevale, che era stata tagliata allo scopo di indicarne la svalutazione. Una precedente spiegazione popolare - secondo qui Eric strizzava spesso gli occhi (in danese “glippe”) – oggi sembra essere in genere rigettata.

## Ascendenza
|                                |                        |                                 | Genitori                             |  |  | Nonni |  |  | Bisnonni                 |  |  | Trisnonni     |  |
|                                |                        |                                 |                                      |  |  |       |  |  | Valdemaro I di Danimarca |  |  | Canuto Lavard |  |
|                                |                        |                                 |                                      |  |  |       |  |  | Valdemaro I di Danimarca |  |  | Canuto Lavard |  |
|                                |                        | Ingeborg di Kiev                |                                      |  |  |       |  |  | Valdemaro I di Danimarca |  |  |               |  |
| Valdemaro II di Danimarca      |                        |                                 |                                      |  |  |       |  |  | Valdemaro I di Danimarca |  |  |               |  |
|                                |                        | Sofia di Minsk                  | Volodar Glebovich                    |  |  |       |  |  |                          |  |  |               |  |
|                                |                        | Sofia di Minsk                  | Volodar Glebovich                    |  |  |       |  |  |                          |  |  |               |  |
|                                |                        | Sofia di Minsk                  | Richenza di Polonia                  |  |  |       |  |  |                          |  |  |               |  |
| Cristoforo I di Danimarca      |                        | Sofia di Minsk                  |                                      |  |  |       |  |  |                          |  |  |               |  |
|                                |                        | Sancho I del Portogallo         | Alfonso I del Portogallo             |  |  |       |  |  |                          |  |  |               |  |
|                                |                        | Sancho I del Portogallo         | Alfonso I del Portogallo             |  |  |       |  |  |                          |  |  |               |  |
|                                |                        | Sancho I del Portogallo         | Mafalda di Savoia                    |  |  |       |  |  |                          |  |  |               |  |
| Berengaria del Portogallo      |                        | Sancho I del Portogallo         |                                      |  |  |       |  |  |                          |  |  |               |  |
|                                |                        | Dolce di Barcellona             | Raimondo Berengario IV di Barcellona |  |  |       |  |  |                          |  |  |               |  |
|                                |                        | Dolce di Barcellona             | Raimondo Berengario IV di Barcellona |  |  |       |  |  |                          |  |  |               |  |
|                                |                        | Dolce di Barcellona             | Petronilla d'Aragona                 |  |  |       |  |  |                          |  |  |               |  |
| Eric V di Danimarca            |                        | Dolce di Barcellona             |                                      |  |  |       |  |  |                          |  |  |               |  |
|                                | Mestwin I di Pomerania | Sobieslaw di Danzica            |                                      |  |  |       |  |  |                          |  |  |               |  |
|                                | Mestwin I di Pomerania | Sobieslaw di Danzica            |                                      |  |  |       |  |  |                          |  |  |               |  |
|                                | Mestwin I di Pomerania | …                               |                                      |  |  |       |  |  |                          |  |  |               |  |
| Sambor II, V duca di Pomerania | Mestwin I di Pomerania |                                 |                                      |  |  |       |  |  |                          |  |  |               |  |
|                                |                        | Swinisława di Polonia           | Miecislao III di Polonia             |  |  |       |  |  |                          |  |  |               |  |
|                                |                        | Swinisława di Polonia           | Miecislao III di Polonia             |  |  |       |  |  |                          |  |  |               |  |
|                                |                        | Swinisława di Polonia           | …                                    |  |  |       |  |  |                          |  |  |               |  |
| Margherita Sambiria            |                        | Swinisława di Polonia           |                                      |  |  |       |  |  |                          |  |  |               |  |
|                                |                        | Enrico Borwin II di Meclemburgo | Enrico Borwin I di Meclemburgo       |  |  |       |  |  |                          |  |  |               |  |
|                                |                        | Enrico Borwin II di Meclemburgo | Enrico Borwin I di Meclemburgo       |  |  |       |  |  |                          |  |  |               |  |
|                                |                        | Enrico Borwin II di Meclemburgo | Matilda                              |  |  |       |  |  |                          |  |  |               |  |
| Matilda di Meclemburgo         |                        | Enrico Borwin II di Meclemburgo |                                      |  |  |       |  |  |                          |  |  |               |  |
|                                |                        | Cristina                        | …                                    |  |  |       |  |  |                          |  |  |               |  |
|                                |                        | Cristina                        | …                                    |  |  |       |  |  |                          |  |  |               |  |
|                                |                        | Cristina                        | …                                    |  |  |       |  |  |                          |  |  |               |  |
|                                |                        | Cristina                        |                                      |  |  |       |  |  |                          |  |  |               |  |